# Ruine Bittelschieß
Die Burg Bittelschieß ist eine hochmittelalterliche Burgruine südöstlich von Hornstein in der Gemeinde Bingen im Landkreis Sigmaringen in Baden-Württemberg, Deutschland.

## Geographische Lage
Die flussaufwärts und südwestlich von Bingen liegende Spornburg befindet sich auf einem steilen Fels oberhalb des Bittelschießer Täle, einer 300 Meter langen Felsschlucht im Massenkalk des Oberjura, einem Talabschnitt des Laucherttals, auf rund 620 m ü. NN. Das Bett der Lauchert selbst befindet sich auf rund 603 Meter über Normalnull. Nördlich von ihr liegt die Ruine der Burg Hornstein. Unter der Ruine befindet sich die Bittelschießer Höhle und die Lauchertbrücke (Steg).

## Geschichte
Die Burg Bittelschieß wurde durch die Herren von Bittelschieß um 1150 als deren neuer Stammsitz erbaut. Bereits aus dem Jahr 1083 ist eine erstmalige urkundliche Erwähnung der Herren von Bittelschieß bekannt. Die Herren von Bittelschieß waren Ortsadlige des 12 Kilometer entfernten Dorfes Bittelschieß, heute ein Ortsteil von Krauchenwies. Dort stand die namensgebende Burg – „Burg Bittelschieß“ – die heute als „Burgstall Bittelschieß“ bekannt ist.
Der Name wurde mit dem Wechsel des Wohnsitzes vermutlich im 12. Jahrhundert nach der Burg bei Hornstein übertragen. Dem Namen Bittelschieß liegen zwei Deutungen zugrunde. Bittel = Büttel war ursprünglich die Bezeichnung für den jüngsten Richter des aus zwölf Richtern bestehenden Obergerichts. Bittel = Beutel war ein Männername, althochdeutsch Putilo genannt. Schieß bedeutet als Flurname spitzer Winkel, Ecke oder Giebel – eine Kennzeichnung, die für die Landschaft mit dem Bergvorsprung um Bittelschieß überzeugend passt.
Die Burg bei Hornstein wurde 1248 urkundlich erwähnt. Im Jahr 1265 wurde ein Albert von Bittellschieß als Besitzer von Gütern bei Bingen genannt. Dieser wird bereits 1231 urkundlich erwähnt. Ein Hugo von Bittelschieß taucht 1266 zusammen mit der Schenkung des Weilers Weihwang an das Kloster Wald auf.
Im Jahr 1287 verkauft Hugo von Bittellschieß den „Burgstall“ und die Bingener Besitzungen an König Rudolf von Habsburg.
Vor 1313 kam es zur Verpfändung an Mangold von Hornstein und dessen Sohn Konrad. Im Jahr 1330 war ein Benz I. von Hornstein in Besitz der Pfandschaft. Er war Stifter der Linie Hornstein-Bittelschieß. Unter ihm kam es zum Wiederaufbau der Burg. 1387 erwirbt derselbe den Hornsteiner Turm des Swigger von Wildenau und war fortan im Besitz der Burg Hornstein. Die Nachkommen seines Bruders Konrad (Benz und Hänsli) gründen ab 1388 die Linie Hornstein-Grüningen.
Im Jahr 1401 verlässt Benz II. von Hornstein zu Bittelschieß, Sohn des Benz I. von Hornstein, die Bittelschieß und zieht in die nur wenige hundert Meter entfernte Burg Hornstein. 15 Jahre später, im Jahr 1416, verpfändet Ulrich I. von Hornstein zu Bittelschieß, ebenfalls ein Sohn des Benz I. von Hornstein, das „Niedere Haus“ der Burg an Wolf von Asch.
Die Burg wurde 1479/80 in einer Fehde zwischen Erzherzog Sigmund von Österreich und Graf Eberhard I. von Württemberg zerstört. Konrad von Reischach zu Hornstein, württembergischer Ministeriale, lässt die Bittelschieß einnehmen und anzünden. Die Burg wurde danach nicht wieder aufgebaut.
Bernhard von Hornstein-Bittelschieß verkaufte 1490 seine zerstörte Burg als österreichisches Lehen an Graf Andreas von Sonnenberg. 1491 wurde sie zum Eigentum der Herren von Reischach zu Hornstein. Mit dem Tod des Bernhard im Jahre 1504 erlischt die Linie derer von Hornstein-Bittelschieß.
1510 geht das österreichische Lehen in den Besitz von Johann Renner. 1512 kommt es zum Erwerb durch die Herren von Hornstein.
1625 begann der Neubau der „Ulrichskapelle“. Diese wurde von der Straße in Richtung Sigmaringen in der Burgruine verlegt. Von 1696 bis 1708 wurde die Ulrichskapelle unter Freiherr Adam Bernhard von Hornstein zu Göffingen umgebaut. Die Bittelschieß wurde zum Wallfahrtsort „Unserer Lieben Frau“. Zur selben Zeit wurde 1701 ein Bruderhaus errichtet.
Im Jahr 1787 kam der Besitz von Bittelschieß an Hohenzollern-Sigmaringen. Fürst Anton Aloys von Hohenzollern-Sigmaringen, der 1785 seinem Vater nachgefolgt war, konnte seinen ererbten Besitz durch den Ankauf der ritterschaftlichen Herrschaften Bittelschieß bei Krauchenwies und Hornstein bei Bingen vermehren. 1792 wurde „der zerfallene Mauerstock“ von Bittelschieß als wertlos bezeichnet.
Bis 1804 wurde die Kapelle von einem Eremiten betreut. 1805 erlischt die österreichische Lehensherrschaft. Das Bruderhaus wird 1810 dem Zerfall überlassen.

## Baubeschreibung
Von der Burganlage der Burg Bittelschieß ragt nur noch der Rundbau der Burgkapelle über der Lauchertschlucht hervor. Besitzer ist das Haus Hohenzollern-Sigmaringen.

### Burg Bittelschieß
Von der einstigen Burganlage erhielten sich neben Geländespuren auch geringe Mauerreste. Die Ruine ist frei zugänglich.
Die auf einem steil abfallenden Felsen errichtete Anlage hatte einen rund 60 × 30 Meter großen nierenförmigen Burgplatz und einen dreifachen Graben, der den Burgplatz im Nordosten vom angrenzenden Höhenrücken trennte. Weil sich keine Gebäude feststellen lassen, ist unklar, ob der im Norden befindliche, weit vorgelagerte Wall mit Graben (geringer Mauerschutt mit Lehmresten) eine umfangreiche Vorburg kennzeichnet. Über den zweiten und dritten (inneren) Graben kann heute der Burgplatz betreten werden. Im inneren Graben führt ein Schacht zur darunterliegenden Bittelschießer Höhle.
Der Südosthang des Burgplatzes scheint über die Jahrhunderte abgerutscht zu sein. Heute kann man über den dort errichtet Treppenaufgang von der Bittelschießer Höhle die Kernburg erreichen. Im Mittelalter war der Burgplatz im Norden und Westen mit einer Umfassungsmauer geschützt, von der noch Reste erhalten sind.
Das Aussehen der eigentlichen Kernburg ist aufgrund der wenigen Reste nur schwer zu rekonstruieren. Nur die im Süden auf dem äußersten Felsen über der Lauert stehenden Kapelle blieb erhalten. Ob es sich hierbei um die Lage eines ehemaligen Bergfrieds handelt, kann nicht bestätigt werden. Die Außenwände des Rundbaues von 1625 sind dafür zu dünn gehalten. Jedoch sitzt der Einbau auf einem älteren, zum Tal hin sichtbaren Mauerwerk. Nördlich der Kapelle und somit im Westen des nierenförmigen Burgplatzes stand das Bruderhaus, das wieder abgebrochen wurde. An dessen Stelle wird die Lage des „Oberen Hauses“ vermutet. 1416 wurde das „Niedere Haus“ erwähnt. Es könnte westlich der heutigen Kapelle oder hinter dem inneren Graben gestanden haben. Mauerreste weisen dort auf die Lage eines Gebäudes hin. 1792 werden dort noch Kellergewölbe erwähnt. Ebenfalls finden sich weiter westlich dieses Gebäudes, beim so genannten Ölberg, Mauerreste.

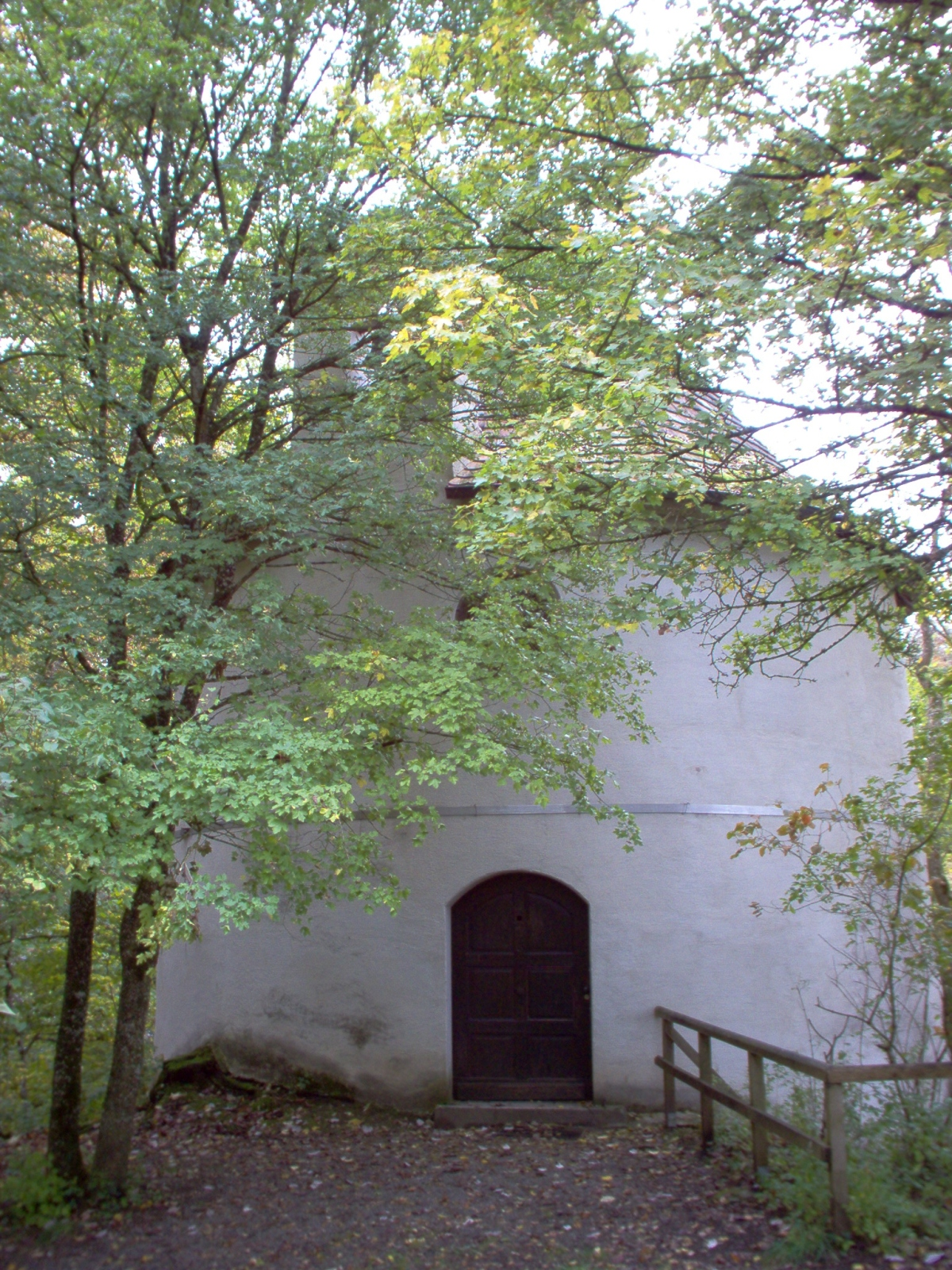
Kapellenrundbau der heutigen Muttergotteskapelle

### Kapelle
Die aus dem 17. Jahrhundert stammende Burgkapelle/Wallfahrtskapelle wurde zu Ehren St. Ulrichs, Sohn schwäbischer Adliger, geweiht. Der Kapellenrundbau der heutigen Muttergotteskapelle ist der letzte noch gut sichtbare Rest der ehemaligen Burg Bittelschieß. Er hat einen Innendurchmesser von 7,50 Meter. Die an der Nordseite befindliche Eingangstür der Kapelle wird für Besucher periodisch geöffnet.
Im Inneren befinden sich Altar und Wandschränke aus dem Frühbarock. Die flachgedeckte Holzbalkendecke ist in ockerfarbenem Grundton gehalten und besitzt figürliche Darstellungen. In der Mitte ist die Muttergottes mit Jesuskind, umrahmt von den vier Evangelistensymbolen und Prophetenpaaren.